# Le Péché véniel
Pour les articles homonymes, voir Péché véniel (homonymie).

Le Péché véniel est un conte d'Honoré de Balzac. Il fait partie du recueil Les Cent Contes drolatiques publiés à Paris, chez C. Gosselin et Werdet de 1832 à 1837.
Sur le thème des amours du page et de la châtelaine, il met en scène d'illustres protagonistes qui ont marqué l'histoire de France : le seigneur de Rochecorbon, issu de la famille d'Amboise et Jeanne de Craon (1376-1421), issue de la famille de Craon.